# Trigonodes cephisoides
Trigonodes cephisoides är en fjärilsart som beskrevs av Embrik Strand 1917. Trigonodes cephisoides ingår i släktet Trigonodes och familjen nattflyn. Inga underarter finns listade i Catalogue of Life.